# Kamayurá
Die Kamayurá (auch Camaiura oder Kamayirá) sind ein indigenes Volk, das in der zentralbrasilianischen Region Alto Xingu im brasilianischen Teil des Amazonasbeckens lebt. Der Name Kamayurá bedeutet so viel wie Plattform, auf der Fleisch, Geschirr und Pfannen aufbewahrt werden. Die Sprache der Kamayurá gehört zu den Tupí-Guaraní-Sprachen.
Die Kamayurá leben am Fluss Xingú gemeinsam mit den Völkern der Kaiabi, Yudja und Suya. Die Geschichte der vier Völker ist ziemlich ähnlich, auch wenn sie verschiedene Sprachen sprechen. Ihre Dörfer sind rund um den See Ipavu angesiedelt, welcher ungefähr sechs Kilometer vom Fluss Kuluene entfernt ist.

## Bevölkerung
Im Jahre 2002 wurde das Volk der Kamayurá auf circa 355 Menschen geschätzt. Ihre Anzahl hat sich nach dem absoluten Tiefstand von 94 Menschen im Jahre 1954, welcher auf eine Masernepidemie nach Kontakten mit Weißen zurückzuführen ist, gut erholt. Ihre Population zum Zeitpunkt ihrer Entdeckung durch Karl von den Steinen war 264.

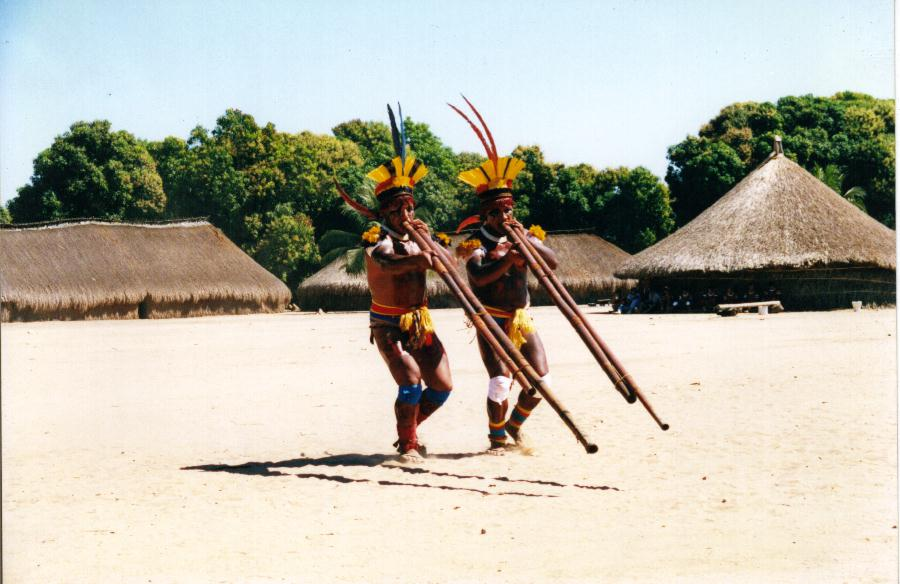
Das Spielen der Flöte auf dem Dorfplatz (Noel Villas Bôas, 1998)

## Beschreibung der Dörfer
Die Häuser der Kamayurá sind meist dunkel und haben ein Runddach, das mit Gras bepflanzt ist. Hier halten sich die Frauen und Kinder auf. 
Als Versammlungsort für Männer dient das Haus der Flöten. Dort treffen sich die Männer, um Flöte zu spielen, Feste zu planen und andere aktuelle Dinge zu besprechen. Das Spielen der Flöte ist den Männern vorbehalten. Die Kamayurá legen auch Gärten zur Nahrungsgewinnung rund um das Dorf an.

## Geschichte
Die Kamayurá leben seit ungefähr 1900 im Süden des Sees Ipavu. Die Ältesten sagen, dass ihre Vorfahren weit aus dem Norden kommen. Sie wanderten aus, da sie Konflikte mit den Völkern der Suya (Kisedje) und Yudja (Juruna) hatten. Erste Begegnungen mit Europäern hatten die Indianer des Alto Xingu seit den von Karl von den Steinen 1883 und 1888 geleiteten deutschen Forschungsexpeditionen. Im Jahre 1946 kamen die Kamayurá in Kontakt mit europäischen Entdeckern wie den Brüdern Villas Boas.
Die Region im Norden des brasilianischen Bundesstaates Mato Grosso wurde im Jahre 1961 zu einem Terra Indígena (Reservat), dem Parque Indígena do Xingu, erklärt, um Störungen durch Nicht-Kamayurá (abgesehen von Wissenschaftlern und Verwaltungsbeauftragten) und Missionare sowie Epidemien zu vermeiden.

## Soziale Organisation
Die Gesellschaft der Kamayurá umfasst mehrere Dörfer, eine Gruppe von Brüdern sind die Eigner jedes Haushaltes. Sie entscheiden, welche Aufgaben jedes Mitglied der Gemeinschaft jeden Tag erfüllen sollte.
Nach der Heirat zieht der Ehemann in das Haus seiner Schwiegereltern. Durch Ehen können starke Allianzen geschlossen werden.
Die Geschlechter werden kurz nach der Pubertät getrennt. Die Jungen lernen mit Pfeil und Bogen zu jagen, harte Arbeit zu verrichten und Körbe zu flechten. Sie ringen auch täglich gegeneinander, um die Muskeln zu stärken. Zur umfassenden Ausbildung gehört auch der kriegerische Kampf und das Fördern von Führungspersönlichkeiten. Erst nach fünfjähriger Ausbildung kehren die Jungen zu ihren Familien zurück.
Die Mädchen lernen, Matten zu weben und den Haushalt zu führen. Nach einigen Jahren sind sie bereit zu heiraten. Sie bekommen einen neuen Namen und ihre Ohren werden durchstochen. Weiters lernen sie tanzen und sich um die Familie zu kümmern.
Das Gesundheitssystem der Kamayurá setzt sich aus dem kräuterkundigen Heilkundigen (mo'ã-yat), den religiös-heilenden Medizinmännern (paye genannte Schamanen) und der modernen „westlichen“ Medizin zusammen.

## Handel
Hauptsächlich werden Pfeil und Bogen, Gürtel aus Schneckenhäusern und Keramik mit anderen indigenen Völkern gehandelt. Fischernetze, Kanus, Flöten und Hängematten sind höherwertige Produkte, mit denen ebenfalls gehandelt wird.

## Nahrungsgewohnheiten
Die Hauptnahrungsquellen der Kamayurá sind Beiju (eine Art Brei aus der Knollenfrucht Maniok), Fisch und Bananen. Bevorzugtes Gewürz ist Chili. Sie sammeln wilde Beeren und auch Honig. Neben Fisch essen sie ergänzend gerne Adler und selten einen Affen. Im Gegensatz zu den angrenzenden Völkern wird die Jagd auf die Säugetiere des Regenwaldes vermieden, da ihnen eine eigene Seele zugeschrieben wird.